# Березновский район
Бере́зновский райо́н (укр. Березнівський район) — упразднённая административная единица в Ровненской области Украины.

## География
Площадь — 1710 км².
Основная река — Случь.

## История
Образован 17 января 1940 года в составе Ровенской области Украинской ССР, на территории бывшей сельской гмины Березно Костопольского повята Волынского воеводства.
В период немецкой оккупации (1941—1944) на территории Березновского района Ровенской области немцами и их пособниками были взорваны и разрушены три механизированные мельницы, три пекарни, пять медпунктов, два кирпичных завода и электростанцию, полностью уничтожили девять населённых пунктов.
В ходе хрущёвской административной реформы, в 1962 году район был укрупнён за счёт присоединения к нему территории Сосновского и части Костопольского районов. После сворачивания реформы, в 1965 году часть территории Березновского района вошла в состав восстановленного Костопольского района, а в 1966 — в состав Корецкого.
17 июля 2020 года в результате административно-территориальной реформы был включён в состав Ровненского района. На его территории были сформированы Березновская, Малинская и Сосновская территориальные общины.

## Демография
Население района составляло 63 846 человек (2019 г.), в том числе в городских условиях проживают 15 254 человека.

## Административное устройство
На момент упразднения район включал в себя:

Количество советов:
- городских — 1;
- поселковых — 1;
- сельских — 23.

Количество населённых пунктов:
- городов районного значения — 1;
- посёлков городского типа — 1;
- сёл — 53.